# Carlos Bettencourt
Carlos Henrique Velho Cabral de Medeiros Bettencourt (Ponta Delgada, 25 de Fevereiro de 1913 - 1999) foi um advogado e político português. Filho do histórico republicano Óscar Bettencourt, realizou o curso liceal em Ponta Delgada, matriculando-se depois no curso de Direito da Universidade de Coimbra, transferindo-se depois para a Universidade de Lisboa, onde se licenciou em Julho de 1937. Foi colega de curso de Álvaro Cunhal.
Exerceu advocacia em Ponta Delgada, onde esteve ligado ao MUD, em 1945, e foi mandatário da candidatura do general Norton de Matos no Distrito Autónomo de Ponta Delgada para as eleições presidenciais de 1949. Foi junto de si que o jovem advogado António Borges Coutinho veio estagiar em 1950. Apoiou a candidatura do general Humberto Delgado para as eleições presidenciais de 1958, embora não tenha integrado a comissão de candidatura, por ser advogado da firma Bensaúde. Teve então a sua casa vigiada pela PIDE.
Na fase final do Estado Novo não integrou a CDE do distrito de Ponta Delgada.
No início do actual regime democrático, foi deputado independente do PPD à Assembleia Regional da Horta, de 1976 a 1984. Foi Presidente da Câmara Municipal de Ponta Delgada, de 1977 a 1979, período durante o qual suspendeu o seu mandato de deputado. Foi das poucas personalidades do PSD/Açores que haviam estado ligadas à Oposição Democrática no tempo do fascismo.